# マリナ・セミョーノワ
マリーナ・ティモフェーブナ・セミョーノヴァ　（ロシア語：Мари́на Тимофе́евна Семёнова、ラテン文字転写：Marina Timofeevna Semyonova（1908年5月30日（別説では6月12日）、ロシア帝国サンクトペテルブルク - 2010年6月9日）は、ソ連邦・ロシアのバレリーナ、バレエ教師。 社会主義労働英雄（1988）、ソ連人民芸術家（1975）。

## 生涯
マリーナ・セミョーノヴァは1908年5月30日（あるいは6月12日）にサンクトペテルブルクで、6人の子供を残して亡くなった事務職員の家に生まれた。ほどなく、ペトログラードの工場労働者であるニコライ・アレクサンドロヴィッチ・シャロウモフが継父となった。少女の人生は、幼少のマリーナが通い始めたダンスクラブを率いていた母親の友人、エカテリーナ・ゲオルギエヴナ・カリーナによって変わった。そこで彼女は、子供たちによる踊りで、初めてのステージを踏んだ。
同じくエカテリーナのアドバイスで、彼らはマリーナをバレエ学校に送ることに決めた。レニングラードバレエ学校（現在のワガノワ・バレエ・アカデミー）で、彼女はレフ・イワノフの一幕物「魔法のフルート」でデビューした。また、学校で S.Andrianovaが上演したレオ・ドリーブ『シルヴィア』でドリアードを踊った。
彼女は1925年にワガノワのクラスでレニングラードバレエ学校を卒業した。彼女はワガノワの最初で、しかも最も愛された学生の1人であった。 プロデビューは、ワガノワが彼女のために特別にリニューアルしたレオ・ドリーブとレオン・ミンクスによるバレエ『泉』の妖精Nailaの役だった。1930年に彼女はボリショイ劇場に入団し、1952年まで踊った。
1935年から1936年に、彼女はパリ国立オペラ座に出演した。A. アダムのバレエ『ジゼル』『白鳥の湖』『眠れる森の美女』『レ・シルフィード』抜粋を含む演目に出演した。 この時、マリーナ・セミョーノヴァのパートナーはセルジュ・リファールで、彼の招待によりパリ公演が実現した。 彼女はまた、パリオペラ座のベテランバレエダンサーを支持するチャリティーコンサートに参加した。
1953年以来、彼女はボリショイ劇場の教師兼コーチを務めている。 生徒には、マイヤ・プリセツカヤを筆頭に有名バレリーナとなった者が多数いる。

## 主な生徒
- マイヤ・プリセツカヤ
- リンマ・カレリスカヤ（ロシア語版）
- ニーナ・ティモフェーワ（ロシア語版、英語版）
- マリーナ・コンドラティーエワ（ロシア語版）
- ニーナ・サローキナ（ロシア語版、英語版）
- スヴェトラーナ・アドリハェーバ（ロシア語版、英語版）
- ナタリア・ベスメルトノワ
- タチヤーナ・ゴリコーバ（ロシア語版）
- リュドミラ・セメニヤカ（ロシア語版、英語版）
- ナデージダ・パヴローバ（ロシア語版、英語版）
- ニーナ・セミゾーラバ（ロシア語版）
- ナターリヤ・カサトキーナ（ロシア語版）
- ニーナ・アナニアシヴィリ
- インナ・ペトローヴァ
- ガリーナ・ステパネンコ
- エレーナ・アンドレーブナ（ロシア語版）
- ニコライ・ツィスカリーゼ
- リュドミラ・ヴラサバ（ロシア語版、英語版）

1953年から1960年にかけて、モスクワ国立バレエ学校（通称ボリショイバレエ学校）で指導にあたった。
1960年に、彼女はГИТИСе（Russian Institute of Theatre Art）で教師の教師を育成するトレーニングを開始した最初の教師の1人になる。1997年からは教授となる。
2010年6月9日、102歳でモスクワの自宅で亡くなった。 彼女は6月17日にノヴォデヴィチ墓地に埋葬された。

## 家族
- 最初の夫は、姓の由来であるViktor Aleksandrovich Semyonov（1892-1944）、バレエダンサー、教師。 ソ連邦名誉芸術家(1939）。結婚は短命に終わった。
- 2番目の夫（1930年以降）はレフ・カラハン、外交官。 1937年に彼は逮捕され、1937年9月20日、最高裁判所軍事法廷によって死刑宣告された。同日ソ連邦特別軍事法廷ビルで銃殺が執行され、ドンスコイ墓地（ロシア語版）で火葬された。1956年に名誉回復。
- 3番目の夫-Аксёнов,_Всеволод_Николаевич/Vsevolod Nikolaevich Aksyonov（1902-1960）、演劇俳優、朗読者（マスター）。ソ連邦名誉芸術家（1947）。
- 娘-Ekaterina Vsevolodovna Aksyonova、バレエダンサー、教師。ロシア名誉芸術家。

## 受賞歴
- スターリン賞（1941年）
- ロシア連邦大統領賞（2004年）